# Flugan (1958)
Flugan (engelska: The Fly) är en romantisk skräckfilm från 1958, regisserad av Kurt Neumann och bygger på en novell från 1957 av George Langelaan. Filmen följdes av två uppföljare. "Flugan kommer tillbaka" (Return of the Fly) från 1959 och "The Curse of the Fly" från 1965. Det gjordes en nyinspelning av filmen 1986.

## Handling
Forskaren Andre Delambre (David Hadison) hittas död i en hydraulisk press. Hans fru Helene (Patricia Owens) ringer kort efter sin svåger (Vincent Price) och berättar att hon dödat hans bror. Kriminalinspektör Charas kommer genast över och alla verkar tro att hon blivit galen. Hennes enda chans är att berätta sanningen. Hennes man hade uppfunnit en teleportör, och i sina försök att få allt att fungera hade han bestämt sig för att använda sig själv som försökskanin. Men någonting gick fel, fruktansvärt fel. En vanlig liten husfluga hade hamnat i maskinen.

## Rollista
- David Hedison ....... Andre Delambre
- Patricia Owens ...... Helene Delambre
- Vincent Price ....... François Delambre
- Herbert Marshall .... Insp. Charas
- Kathleen Freeman .... Emma (Delambres jungfru)
- Betty Lou Gerson .... Nurse Andersone
- Charles Herbert ...... Philippe Delambre
- Eugene Borden ....... Dr. Ejoute
- Harry Carter ........ Orderly
- Arthur Dulac ........ Fransk servitör
- Bess Flowers ........ Damen vid baletten
- Torben Meyer ........ Gaston
- Franz Roehn ......... Polisdoktorn
- Charles Tannen ...... Doktorn

### Fotnoter
1. ↑  Box Office-information för Flugan. IMDb. Läst 10 september 2014.